# Hans Peter Fischnaller
Hans-Peter Fischnaller (Vipiteno, 9 luglio 1985) è un ex slittinista italiano.
È fratello maggiore di Dominik e cugino di Kevin Fischnaller, entrambi slittinisti di livello internazionale.

## Biografia
Iniziò a gareggiare per la nazionale italiana nelle varie categorie giovanili sia nella specialità del singolo sia in quella del doppio, senza però ottenere risultati di particolare rilievo.
A livello assoluto esordì in Coppa del Mondo nella stagione 2003/04 e gareggiò esclusivamente nella specialità biposto, dapprima in coppia con Klaus Kofler e dal 2008/09 con Patrick Schwienbacher. Conquistò il primo podio ed unico podio l'11 dicembre 2010 nel doppio a Calgary (3º) ed in classifica generale, come miglior risultato, si piazzò al sesto posto nella specialità biposto nel 2010/11.
Prese parte a sei edizioni dei campionati mondiali, ottenendo quale miglior risultato il sesto posto nel doppio a Cesana Torinese 2011. Nelle rassegne continentali colse la sua più importante prestazione ad Oberhof 2004 con la settima posizione sempre nella prova biposto.
Si ritirò dalle competizioni, insieme al compagno Schwienbacher, al termine della stagione 2013/14.

## Palmarès

### Coppa del Mondo
- Miglior piazzamento in classifica generale nel doppio: 6º nel 2010/11.
- 1 podio (nel doppio):
  - 1 terzo posto.

### Coppa del Mondo juniores
- Miglior piazzamento in classifica generale nel doppio: 22º nel 2003/04.

### Coppa del Mondo giovani
- Miglior piazzamento in classifica generale nel singolo: 17º nel 2000/01.